# Die Unabhängigen (Liechtenstein)
Die Unabhängigen (du) sind eine Partei im Fürstentum Liechtenstein. Sie wurde im Februar 2013 gegründet.

## Geschichte
Die Unabhängigen wurden 2013 von Harry Quaderer gegründet, nachdem er die Vaterländische Union verlassen hatte. Sie traten erstmals zur Landtagswahl 2013 an, bei der sie mit einem Ergebnis von 15,3 Prozent und vier Sitzen zur drittstärksten Partei wurden, hinter der FBP und der VU, aber noch vor der Freien Liste. Dadurch schafften vier Kandidaten auf Anhieb den Sprung in den Liechtensteinischen Landtag, dem insgesamt 25 Abgeordnete angehören.
Bei der Landtagswahl 2017 konnten die Unabhängigen ihren Anteil an Wählerstimmen um 3,1 Prozentpunkte auf 18,4 Prozent erhöhen und ein Mandat dazugewinnen.
Im August 2018 wurde Erich Hasler nach Meinungsverschiedenheiten aus der Partei sowie aus der Landtagsfraktion ausgeschlossen. Infolgedessen traten Herbert Elkuch und Thomas Rehak ebenfalls aus der Partei aus. Die Unabhängigen schrumpften damit auf zwei Mandate im Landtag und verloren ihren Fraktionsstatus. Die drei ausgetretenen Abgeordneten bildeten die «Neue Fraktion» (NF) und gründeten die Partei Demokraten pro Liechtenstein (DpL).
Von 2015 bis 2019 waren die Unabhängigen mit je einem Abgeordneten in den Gemeinderäten von drei Liechtensteiner Gemeinden vertreten. Seit 2019 ist die Partei nur noch in Gemeinderat von Schaan vertreten.
Seit 2013 bringen Die Unabhängigen eine Parteizeitung mit dem Titel «hoi du» heraus. Sie erscheint unregelmäßig.

## Positionen
Die Unabhängigen sehen sich nicht als klassische Partei, die den Vorgaben einer Parteiführung oder Ideologie folgt. Sie fühlen sich nach eigener Darstellung in ihrer politischen Arbeit in erster Linie Art. 57 der Verfassung des Fürstentums Liechtenstein verpflichtet. Dort heisst es: „Die Mitglieder des Landtages stimmen einzig nach ihrem Eid und ihrer Überzeugung“ und geloben „das Wohl des Vaterlandes ohne Nebenrücksichten nach bestem Wissen und Gewissen zu fördern“.
Die Unabhängigen vertreten in wirtschaftlicher Hinsicht liberale Positionen, treten gegen eine zunehmende Regulierung ein und sprechen sich für eine Verschlankung der staatlichen Strukturen aus. Sie sprechen sich für eine Stärkung der direkten Demokratie und die Direktwahl der Regierung aus. Letztere wird bisher durch den Landtag gewählt und vom Staatsoberhaupt, dem Fürsten, ernannt.
Die Unabhängigen stehen der EU-Flüchtlingspolitik kritisch gegenüber. Der Landtagsabgeordnete Harry Quaderer hielt in einem Beitrag fest: „Die EU, angeführt von Merkel-Deutschland, scheint unfähig, ihren Einfluss im Nahen Osten geltend zu machen und auf einen Frieden hinzuwirken. Und was macht sie stattdessen, die EU-Bürokratie: Sie er arbeitet einen Flüchtlings-Quoten-Mechanismus.“
Die Unabhängigen setzen sich für eine Strompreissenkung der Liechtensteinischen Kraftwerke ein. Sie äußern sich kritisch wegen der Ausgaben von jährlich 15 Mio. CHF für die Universität Liechtenstein, da 90 % der Studenten und 90 % der Mitarbeiter keine Liechtensteiner seien.

## Wahlergebnisse
| Jahr | Stimmen | Anteil | Mandate | Platz |
| ---- | ------- | ------ | ------- | ----- |
| 2013 | 29'740  | 15,3 % | 4/25    | 3.    |
| 2017 | 35'885  | 18,4 % | 5/25    | 3.    |
| 2021 | 8'556   | 4,2 %  | 0/25    | 5.    |